# Михайловский сельсовет (Архангельский район)
Миха́йловский сельсовет — упразднённая в 2008 году административно-территориальная единица и муниципальное образование в составе Архангельского района Башкортостана. Объединён с Инзерским сельсоветом. 

## История
В 1981 году исключена и упразднена д. Харьковка (Указ Президиума ВС Башкирской АССР от 14.09.1981 N 6-2/327 «Об исключении некоторых населенных пунктов из учетных данных по административно-территориальному делению Башкирской АССР»).
В 2005 году упразднены д. Березники и  пос. Северюхинский (Закон «О внесении изменений в административно-территориальное устройство Республики Башкортостан в связи с образованием, объединением, упразднением и изменением статуса населенных пунктов, переносом административных центров» от 20 июля 2005 года N 211-з)
Закон Республики Башкортостан от 19 ноября 2008 года № 49-з «Об изменениях в административно-территориальном устройстве Республики Башкортостан в связи с объединением отдельных сельсоветов и передачей населённых пунктов», ст.1 п.3 б) гласил:

Внести следующие изменения в административно-территориальное устройство Республики Башкортостан:
объединить Инзерский и Михайловский сельсоветы с сохранением наименования «Инзерский» с административным центром в селе Валентиновка.
Включить деревни Верхние Лемезы, Верхний Фроловский, Михайловка, Яркинский Михайловского сельсовета в состав Инзерского сельсовета.
Утвердить границы Инзерского сельсовета согласно представленной схематической карте.

Исключить из учётных данных Михайловский сельсовет;
На 2008 год граничил с Азовским и Инзерским сельсоветами, Иглинским районом и Челябинской областью.